# Stachybotrys chartarum
Stachybotrys chartarum är en svampart som först beskrevs av Christian Gottfried Ehrenberg, och fick sitt nu gällande namn av S. Hughes 1958. Stachybotrys chartarum ingår i släktet Stachybotrys, ordningen köttkärnsvampar, klassen Sordariomycetes, divisionen sporsäcksvampar och riket svampar.   Inga underarter finns listade i Catalogue of Life.